# Didier Van Cauwelaert
Didier Van Cauwelaert fr: didie van kovəlɛʀ (ur. 29 lipca 1960 w Nicei) – francuski pisarz pochodzący z Belgii, dramaturg, prozaik, scenarzysta, twórca komiksów. W 1994 roku otrzymał prestiżową Nagrodę Goncourtów za powieść Bilet w jedną stronę (Un Aller simple).

## Powieści
- Vingt ans et des poussières (1982)
- Poisson d’amour (1984)
- Les vacances du fantôme (1986)
- L’orange amère (1988)
- Un objet en souffrance (1991)
- Cheyenne (1993)
- Bilet w jedną stronę (Un aller simple) (1994)
- La vie interdite (1997)
- Corps étranger (1998)
- La demi-pensionnaire (1999)
- L’éducation d’une fée (2000)
- Objawienie (L’Apparition) (2001)
- Rencontre sous X (2002)
- Hors de moi (2003)
- L’évangile de Jimmy (2004)
- Attirances (2005)
- Le Père adopté (2007)
- La nuit dernière au XVe siècle (2008)